# Großwürdenträger
Großwürdenträger oder Großgebietiger sind die obersten Würdenträger einer Hierarchie (Staat oder Organisation), besonders der Katholischen Kirche und geistlicher Ritterorden.
Großwürdenträger der katholischen Kirche sind beispielsweise Kardinäle, Erzbischöfe und Bischöfe. Großgebietiger beispielsweise des Deutschen Ordens waren der Großkomtur, der Ordensmarschall, der Großspittler, der Ordenstressler und der Ordenstrappier.